# (879) Ricarda
(879) Ricarda ist ein Asteroid des Hauptgürtels, der am 22. Juli 1917 vom deutschen Astronomen Max Wolf in Heidelberg entdeckt wurde.
Der Asteroid ist benannt nach der deutschen Dichterin und Schriftstellerin Ricarda Huch. Ein weiterer nach Ricarda Huch benannter Asteroid ist der 1990 entdeckte (8847) Huch.